# Gland, Yonne
Gland là một xã của Pháp,tọa lạc ở tỉnh Yonne trong vùng Bourgogne.

## Hành chính
| Danh sách các thị trưởng               |           |                  |             |         |
| Giai đoạn                              | Giai đoạn | Tên              | Đảng        | Tư cách |
| 2008                                   | ...       | Sandrine Neyens  | {{{Parti}}} | -       |
| 1971                                   | 2008      | Guy Perret       | {{{Parti}}} | -       |
| 1953                                   | 1971      | Marcel Chervaux  | {{{Parti}}} | -       |
| 1945                                   | 1953      | Marcel Pignot    | {{{Parti}}} | -       |
| 1944                                   | 1945      | Léon Tridoux     | {{{Parti}}} | -       |
| 1936                                   | 1944      | Ferdinand Perret | {{{Parti}}} | -       |
| 1934                                   | 1936      | Henri Guidon     | {{{Parti}}} | -       |
| 1925                                   | 1934      | Henri Camus      | {{{Parti}}} | -       |
| 1914                                   | 1925      | Jules Taupin     | {{{Parti}}} | -       |
| 1910                                   | 1914      | Narcisse Carré   | {{{Parti}}} | -       |
| 1899                                   | 1910      | M. Nolle         | {{{Parti}}} | -       |
| Tất cả các dữ liệu trước đây không rõ. |           |                  |             |         |

## Biến động dân số
| Năm | 1962 | 1968 | 1975 | 1982 | 1990 | 1999 |
| --- | ---- | ---- | ---- | ---- | ---- | ---- |
| Dân số | 16   | 58   | 59   | 56   | 42   | 46   |
| From the year 1962 on: No double counting—residents of multiple communes (e.g. students and military personnel) are counted only once. |      |      |      |      |      |      |